# افتتان باللون الأزرق
رابسودي إن بلو هو تأليف موسيقي من عام 1924 كتبه جورج غيرشوين للبيانو المنفرد وفرقة الجاز، والتي تجمع بين عناصر الموسيقى الكلاسيكية والتأثيرات المتأثرة بموسيقى الجاز. بتكليف من قائد الفرقة الموسيقية بول وايتمان، عُرض العمل لأول مرة في حفل موسيقي بعنوان «تجربة في الموسيقى الحديثة» في 12 فبراير 1924، في إيولايان هول، مدينة نيويورك. قامت فرقة وايتمان بالعزف الغنائي مع غيرشوين وهو يعزف على البيانو. نظم منسق وايتمان، فيرد جروف، موسيقى الرابسودي عدة مرات بما في ذلك التسجيل الأصلي لعام 1924، وتسجيل أوركسترا الحفرة عام 1926، والتسجيل السيمفوني لعام 1942.
الرابسودي هو أحد أكثر إبداعات غيرشوين شهرة والتكوين الأساسي الذي حدد عصر الجاز. افتتحت قطعة غيرشوين حقبة جديدة في التاريخ الموسيقي لأمريكا ، رسخت شهرة غيرشوين كمؤلف موسيقي بارز ، وأصبحت في النهاية واحدة من أكثر أعمال الحفلات الموسيقية شهرة. تفترض مجلة American Heritage أن الافتتاح الشهير للكلارينيت glissando أصبح معروفًا فورًا لدى جمهور الحفل مثل موسيقى بيتهوفن الخامسة.